# Dominik Hackinger
Dominik Hackinger (* 19. November 1988) ist ein ehemaliger österreichischer Fußballspieler und heutiger -trainer.

## Spielerkarriere
Hackinger begann seine Karriere beim SV Grieskirchen. 2001 kam er in die Jugend der SV Ried. Nach zwei Jahren bei Ried kehrte er zu Grieskirchen zurück.
Im April 2006 debütierte er für die erste Mannschaft von Grieskirchen in der OÖ Liga, als er am 19. Spieltag der Saison 2005/06 gegen den SK Altheim in der Nachspielzeit für Daniel Lindorfer eingewechselt wurde. Zu Saisonende stieg er mit dem Verein in die Regionalliga auf.
Sein Debüt in dieser gab er im September 2006, als er am sechsten Spieltag der Saison 2006/07 gegen den ASK Voitsberg in der Startelf stand und in der 80. Minute durch Christian Baschlberger ersetzt wurde. Seinen ersten Treffer erzielte er im Juni 2007 bei einem 3:1-Sieg gegen den 1. FC Vöcklabruck. Mit Grieskirchen musste er 2008 wieder in die OÖ Liga absteigen.
Nach dem Abstieg wechselte er zur Saison 2008/09 zum Zweitligisten 1. FC Vöcklabruck. Sein erstes Spiel in der zweiten Liga absolvierte er im Juli 2008, als er am ersten Spieltag jener Saison gegen den DSV Leoben in der 73. Minute für Andreas Feichtinger ins Spiel gebracht wurde. Bis Saisonende kam Hackinger auf 15 weitere Einsätze in der zweithöchsten Spielklasse, aus welcher der Verein allerdings absteigen musste.
Daraufhin schloss er sich im Sommer 2009 den Red Bull Juniors, der zweitklassigen Zweitmannschaft des FC Red Bull Salzburg, an. Für diese absolvierte er in der Saison 2009/10 vier Zweitligapartien.
Zur Saison 2010/11 wechselte er zum Regionalligisten DSV Leoben. Nach zwei Jahren bei Leoben schloss er sich 2012 dem Ligakonkurrenten FC Gratkorn an. Für Gratkorn kam er in der Saison 2012/13 auf 26 Einsätze in der Regionalliga, in denen er vier Tore erzielte. Nach der Insolvenz des FC Gratkorn verließ er den Verein im Sommer 2013 und schloss sich dem SC Kalsdorf an.
Nach drei Jahren bei Kalsdorf wechselte er zur Saison 2016/17 zum fünftklassigen Grazer AK. Bis zu seinem Wechsel hatte er 78 Spiele für Kalsdorf in der Regionalliga absolviert und dabei 13 Tore erzielt.
Mit dem GAK stieg er zu Saisonende in die Landesliga auf. Dort blieb er mit dem Verein allerdings nur eine Saison: Als Meister der Landesliga Steiermark stieg man 2018 in die Regionalliga auf. Hackinger kam in der Aufstiegssaison in 23 Spielen zum Einsatz, in denen er elf Tore machte. Mit dem GAK stieg er 2019 auch in die 2. Liga auf. Nach der Saison 2020/21 gab er zwar eigentlich sein Karriereende bekannt, allerdings wechselte er gemeinsam mit seinem GAK-Teamkollegen Thomas Zündel zur Saison 2021/22 zum sechstklassigen SV Tillmitsch. Mit dem Klub wurde er in dieser Spielzeit überlegen Meister der Unterliga West – bei 24 Siegen, einem Remis und nur einer Niederlage. Hackinger hatte mit 26 Toren in 22 Spielen großen Anteil am Meistertitel und teilte sich die Spitze der Torschützenliste mit seinem Sturmpartner Patrick Kinhamer, der auf dieselbe Trefferanzahl kam. Auch in der Oberliga Mitte West agierte Hackinger weiterhin sehr torgefährlich und hatte es bis zum Saisonende 2022/23 auf 16 Tore bei 24 Meisterschaftseinsätzen gebracht. Mit den Tillmitschern konnte er abermals den Meistertitel fixieren und verhalf dem Klub zum Durchmarsch in die viertklassige Landesliga Steiermark. Mit seinen 16 Treffern rangierte der gebürtige Oberösterreicher ein weiteres Mal an der Spitze der Torschützenliste.
Am Gang in die Viertklassigkeit war Hackinger nicht mehr beteiligt, sondern wechselte in der Sommerpause wieder eine Spielklasse tiefer zum TUS St. Veit am Vogau. Abermals in der Unterliga West angekommen, schaffte er es mit seiner Mannschaft im Endklassement auf den vierten Tabellenplatz. Mit 25 Treffern in 23 Spielen trug Hackinger maßgeblich zur torstärksten Offensive der Liga bei – und erzielte damit ein Drittel aller Tore seines Teams. Ligaübergreifend wurde er damit bereits zum dritten Mal in Folge Torschützenkönig. Sein Highlight: sieben Tore in einem einzigen Spiel, beim 8:2-Auswärtssieg gegen den USV Allerheiligen/Wildon II am 7. Oktober 2023. Mit Saisonende beendete der damals 35-Jährige seine Karriere als Aktiver und konzentrierte sich fortan vermehrt auf Trainertätigkeiten, die er bereits seit einigen Jahren neben seiner Spielerlaufbahn ausübte.

## Trainerkarriere
Bereits während seiner Zeit beim SC Kalsdorf trat Hackinger als Jugendtrainer beim nahen USV Vasoldsberg in Erscheinung. Zwischen 2015 und 2019 war er über mehrere Jahre hinweg beim Jugendausbildungszentrum GU-Süd (kurz JAZ GU-Süd) in der Nachwuchsarbeit tätig und fungierte parallel dazu zeitweise als Individualtrainer im GAK-Nachwuchs. Seit Juni 2019 ist Hackinger im Besitz der ÖFB-D-Trainerlizenz, erhielt im September 2021 die UEFA-C-Lizenz, gefolgt von der UEFA-B-Lizenz im November 2022. In der Saison 2021/22 war er zudem Co-Trainer im Nachwuchs des SV Lebring und übernahm von August bis Dezember 2022 interimistisch das Traineramt der Kampfmannschaft des SV Tillmitsch. Zum Ende der Saison 2023/24 fungierte er für wenige Wochen als Interims-Spielertrainer des TUS St. Veit am Vogau. Seit Sommer 2024 ist er wieder in der Nachwuchsabteilung des Grazer AK tätig.

## Erfolge

### Verein
mit dem SV Grieskirchen II
- Vizemeister der 1. Klasse Mitte West: 2005/06

mit dem SV Grieskirchen
- Meister der OÖ Liga: 2005/06

mit dem Grazer AK
- Meister der Oberliga Mitte West: 2016/17
- Meister der Landesliga Steiermark: 2017/18
- Meister der Regionalliga Mitte: 2018/19

mit dem SV Tillmitsch
- Meister der Unterliga West: 2021/22
- Meister der Oberliga Mitte West: 2022/23

### Individuelle Erfolge
- Torschützenkönig der Unterliga West: 2021/22 (26 Tore; SV Tillmitsch) und 2023/24 (25 Tore; TUS St. Veit am Vogau)
- Torschützenkönig der Oberliga Mitte West: 2022/23 (16 Tore; SV Tillmitsch)